# Otarioidea
Otarioidea (лат.) — надсемейство ластоногих, включающее семейства Odobenidae, Otariidae и их стволовых родственников. В прошлом, когда ластоногие считались дифилетической группой морских млекопитающих, несколько пунктов морфологии черепа и зубов предполагали, что Otarioidea произошли от линии медведей. Предполагалось, что одно вымершее семейство, Enaliarctidae, было Otarioidea, которые были переходной кладой между хемиционинами (вымершим подсемейством собакоподобных медведей) и Otariidae. Однако недавние комплексные исследования, начиная с 1990-х годов, показали, что ластоногие являются монофилетической кладой Arctoidea.